# Martina Berscheid
Martina Berscheid (* 16. Juli 1973 in Kaiserslautern) ist eine deutsche Biologin und Autorin.

## Leben
Martina Berscheid studierte nach dem Abitur Biologie und absolvierte ab 1999 eine einjährige journalistische Ausbildung in Frankfurt. Von 2000 bis 2004 war sie als PR-Referentin in einem Softwareunternehmen tätig. Danach war sie als Volkshochschuldozentin und Alltagshelferin tätig und arbeitet seit 2018 im Einzelhandel in der Gesundheitsbranche.
Als Autorin veröffentlicht sie seit 2010 Werke in Anthologien und Literaturzeitschriften, darunter Romane. Sie war Mitglied der Autorengruppe „Mitternachtsschreiber“ und ist seit 2025 Mitglied im Literarischen Verein der Pfalz.
Berscheid lebt mit ihrer Familie in Homburg/Saar.

## Publikationen (Auswahl)
- Leichtgewichte. Erzählungen. neobooks, Berlin 2017, ISBN 978-3-7450-0962-0.
- Das Echo unseres Schweigens. Roman. Rabenwald, Schwalbach 2018, ISBN 978-3-96443-211-7.
- Ein fast perfektes Weihnachtsmärchen. Anthologie, Schwalbach 2018, ISBN 978-1-7313-3595-1.
- Die Klassenkameradin. Roman. Edition Schaumberg 2023, ISBN 978-3-910306-06-6.
- Fremder Champagner. Erzählungen. Mirabilis, Klipphausen/Miltitz 2024, ISBN 978-3-947857-25-8.

## Auszeichnungen
- 2011: Siegerin der „textase“ des Holzbaum Verlags[1]
- 2015: Hans-Bernhard-Schiff-Literaturpreis der Stadt Saarbrücken (ex aequo), für die Kurzerzählung Seit[4]
- 2020: Manuskript Die Klassenkameradin auf der Longlist des Blogbuster Preises[4]